# Aurunci

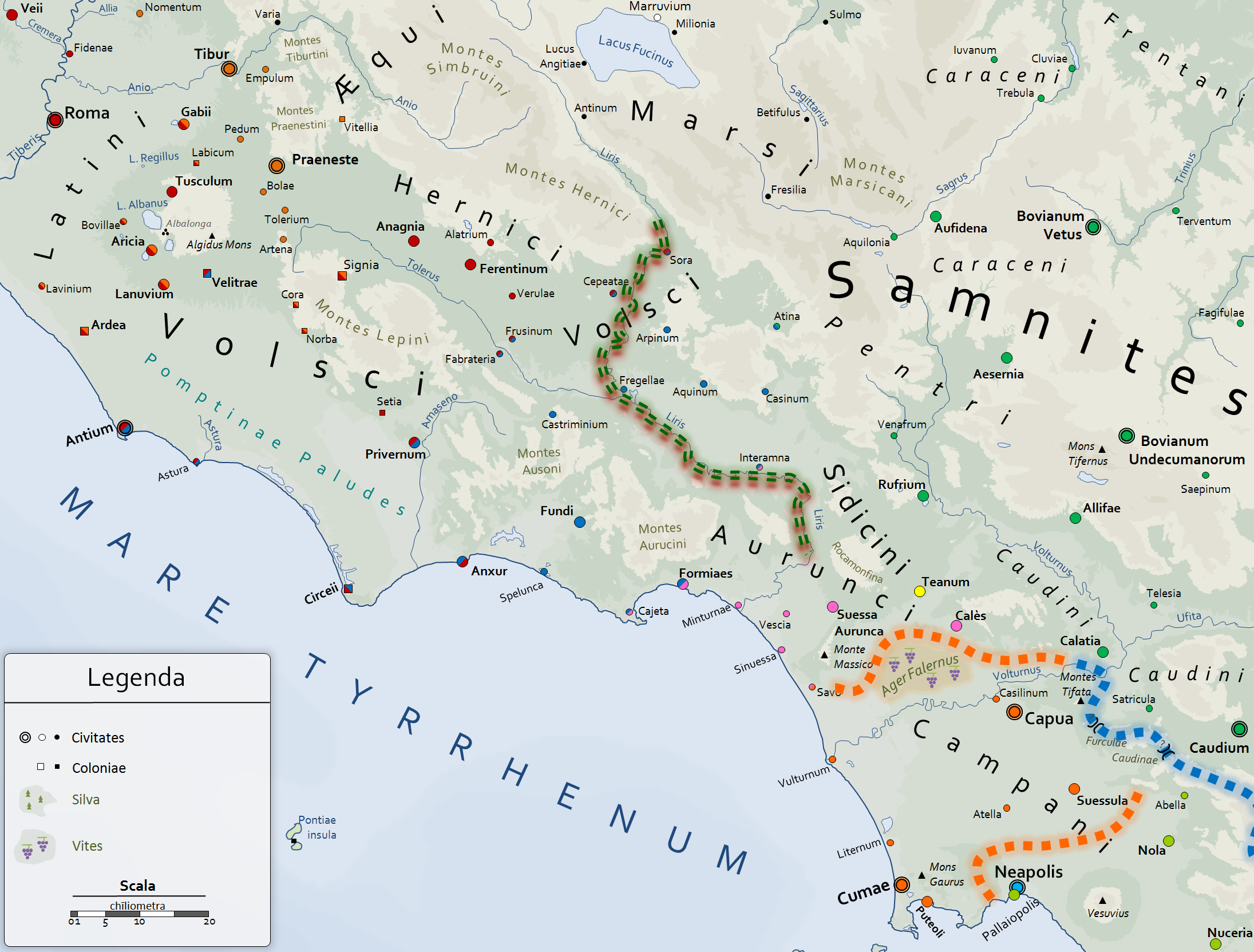
Gli aurunci in una carta della regione.

Gli Aurunci erano una popolazione osca di origine indoeuropea, il cui arrivo in Italia risale a circa il 1000 a.C.
Il territorio degli Aurunci si estendeva a sud di quello del Volsci, nella zona del vulcano Roccamonfina, tra il fiume Liri e il Volturno.

## Popolo
Dionigi di Alicarnasso, in relazione allo scontro che si ebbe tra Romani e Aurunci nei pressi di Aricia nel 495 a.C., li descrive come bellicosi e temibili per la loro forza e statura.

## Storia
Fonti romane descrivono gli Aurunci come una popolazione poco evoluta che si stanziava prevalentemente in villaggi in cima a delle colline, a carattere prevalentemente difensivo.
Il loro territorio, a sud di quelli dei Volsci e degli affini Ausoni, era l'area compresa tra il Liri, cioè le attuali Sant'Apollinare, San Giorgio a Liri, Vallemaio, (Valle dei Santi), la piana del Garigliano (Castelforte e Santi Cosma e Damiano), l'area montuosa e collinare dei Monti Aurunci orientali (Ausonia e Coreno Ausonio), la valle dell'Ausente, la zona costiera del Golfo di Gaeta sino a Terracina, le pendici sud-occidentali del vulcano Roccamonfina, il versante meridionale del monte Maggiore e il Volturno.
Le stesse fonti romane citano gli Aurunci in riferimento all'attacco che i Romani portarono ai Volsci e alla città di Suessa Pometia, che fu rasa al suolo dai romani nel 495 a.C..
Come conseguenza gli Aurunci inviarono una ambasceria a Roma, chiedendo per sé le terre tolte dai Romani ai Volsci di Ecetra ed il ritiro della guarnigione romana lasciata a guardia della città.
Al rifiuto di soddisfare tali richieste, Romani e Aurunci si scontrarono nei pressi di Aricia; dopo una giornata di duri scontri, gli Aurunci furono sconfitti.

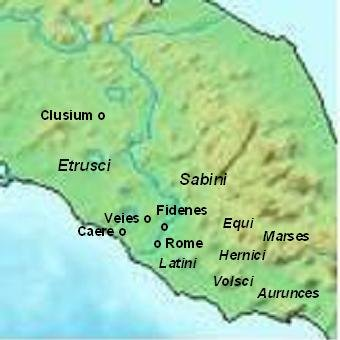
Gli Aurunci nel Lazio

I Romani riuscirono ad assoggettare gli Aurunci solo dopo lunghe lotte, alla fine della seconda guerra sannitica nel 314 a.C.
Per stabilire poi definitivamente il loro dominio su quelle terre, i Romani distrussero le città facenti parte della Pentapoli Aurunca (cioè la federazione delle cinque città aurunche, composta da Ausona, Vescia, Minturnae, Sinuessa e Suessa) e successivamente fondarono le colonie di Suessa Aurunca e Minturnae, che ancora oggi conservano il nome e pressoché la posizione.

## Ausoni e Aurunci
Secondo alcuni studiosi i nomi Ausoni e Aurunci, benché usati in modo diverso, erano semplicemente forme diverse per indicare la stessa popolazione, con la lettera "R" variante comune per la "S" in latino (Aurunci - Auronici - Auruni - Ausuni).
Tale fenomeno, chiamato rotacismo, fu notato dagli stessi Romani.
Peraltro Tito Livio narra che i Romani debellarono prima gli Aurunci e quindi gli Ausoni, attestando quindi l'esistenza di due differenti popoli.
Stessa distinzione è posta da Plinio il Vecchio nella sua Naturalis historia.

## Archeologia
Dagli scavi archeologici è noto che Cales era una delle città di questo popolo.
Si trovava sulla via Latina, l'attuale via Casilina, vicino alle montagne sannitiche, pochi chilometri a nord di Casilinum (l'attuale Capua) e poco a sud di Teanum.
Il sito archeologico si trova nel territorio del comune di Calvi Risorta.
Inoltre, un paese in provincia di Catanzaro, Montepaone, secondo la tradizione risulta storicamente fondato sempre dalla popolazione degli Aurunci poiché alle origini quella zona si faceva propriamente chiamare Aurunco.
Nel Parco di Roccamonfina, presso la sommità del monte La Frascara (928 m) si trova l'Orto della Regina, un recinto di mura megalitiche con funzione militare oggi immerso in un fitto castagneto: le mura sono costituite da grossi blocchi di pietra di dimensioni anche molto variabili da 53 cm a 210 cm, con un perimetro poligonale di circa 180 m, che racchiude un'area di circa 2500 m².
Le mura cingono la vetta della montagna, adattandosi alla sua morfologia, con spessori che arrivano ai due metri.
Il Museo civico archeologico Biagio Greco di Mondragone espone reperti di epoca protostorica attribuiti agli Aurunci, rinvenuti durante campagne di scavo archeologiche nel territorio comunale.